# Auguste Michel-Lévy
Auguste Michel-Lévy, all'anagrafe Auguste Lévy (Parigi, 7 agosto 1844 – Parigi, 27 settembre 1911), è stato un ingegnere, geologo, mineralogista, petrologo francese.

## Biografia
Diplomato al Politecnico di Parigi, si è iscritto all'École des mines, dove si è laureato nel 1867. Tre anni più tardi è entrato nel Servizio geologico francese, di cui è stato direttore dal 1887 sino alla morte. Socio dell'Accademia francese delle scienze, nel 1905 ha avuto la cattedra di geologia presso il Collegio di Francia.

In campo petrografico, è considerato il pioniere dell'uso della birifrangenza per lo studio della sezione sottile dei minerali e per misurare le loro proprietà con il microscopio petrografico. Ha anche usato la polarizzazione per descrivere la composizione chimica dei feldspati. Inoltre, studiando le rocce magmatiche, ne ha formulato la prima classificazione, considerandone congiuntamente i diversi aspetti (mineralogia, composizione chimica, struttura).
In relazione allo stesso soggetto, e insieme a Ferdinand Fouqué, con il quale ha dato alle stampe sia la Mineralogia micrografica: rocce eruttive francesi (uscito in due volumi nel 1879), sia la Sintesi dei minerali e delle rocce (1882), ha osservato come la medesima miscela fusa si trovi in minerali diversi, a seconda delle rispettive condizioni di cristallizzazione, e come il tasso di raffreddamento determini la dimensione dei fenocristalli.
Con Alfred Lacroix, che gli ha dedicato la michel-lévyte, un minerale classificato come sinonimo francese della barite, ha scritto I minerali delle rocce (1888) e le Tavole dei minerali delle rocce (1889).